# 559
Năm 559 là một năm trong lịch Julius.